# 炔烃
炔烴是一类有机化合物，属于不饱和烃，分为链炔烃与环炔烃。按含三键的多少分别称单炔烃、二炔烃等。其官能团为碳-碳三键（－C≡C－）。通式CnH2n-2，其中n為非1正整數。简单的炔烃化合物有乙炔（C2H2）、丙炔（C3H4）等。炔烃也被叫做电石气，电石气通常也被用来特指炔烃中最简单的乙炔。

炔烃的结构通式。

炔字是新造字，左边的火取自“碳”字，表示可以燃烧；右边的夬取自“缺”字，表示氢原子数和化合价比烯烃更加缺少，意味着炔是烷（完整）和烯（稀少）的不飽和衍生物。

## 结构

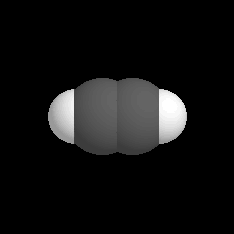
乙炔的分子模型

炔键（碳-碳三键）里的碳原子采取sp杂化：每个碳原子拥有2个p轨道和2个sp杂化轨道。两个来自不同碳原子的sp轨道重叠形成一个 sp-sp σ键。一个原子的两个p轨道分别于另外一个原子的两个p轨道重叠，形成两个π键，这样一共就有3个键。剩下每一个原子的sp轨道可以与其他原子形成σ键，例如，都与氢原子结合就形成了乙炔。两个sp轨道分别在原子的两侧，互相对称：在乙炔中，H-C-C 的键角是180°。因为共有六个电子参与成键，所以三键的键能很高，有837千焦/摩。其中σ键贡献369千焦/摩，第一个π键贡献268千焦/摩，第二个π键稍弱，只有202千焦/摩。三键中两个碳的距离仅121皮米，对比烯烃为134皮米，烷烃有153皮米。

## 化学性质
与烷烃不同，炔烃不稳定并且非常活跃。因此乙炔燃烧发出大量的热，乙炔焰常被用来焊接；又因为乙炔可以和氢氰酸发生加成反应生成丙烯腈，丙烯腈是腈纶的单体，所以可以用来生产腈纶。

## 例子
最简单的炔烃是乙炔。

## 末端炔烃和内部炔烃
末端炔烃至少有一个氢原子连接在经过sp杂化的碳上（即连接在三键碳上，一个例子就是丙炔）。
非末端炔烃中，是除了氢以外的其它原子或官能团连接在经过sp杂化的碳上，通常是另外一个碳原子，但也可能是一个杂原子。一个很好的例子是2-戊炔，其中一个甲基连接在三键一端，三键另外一端则是连接的一个乙基。
末端炔烃可以和银氨络合物或者（亚）铜氨络合物反应生成白色的端炔银和暗红色的端炔铜（1价），这两者都不溶于水。此反应可以用于鉴定末端炔烃。

## 金属炔化合物
一个末端炔烃和一个强碱（例如：钠，氨基钠，正丁基锂或格林尼亚试剂）反应，生成末端炔烃的阴离子（一个金属炔化合物）。乙炔呈酸性。pKa 为25，介于氨（35）和乙醇（16）之间。有这样的酸性和电子所在的sp杂化轨道中s所占的比重较大有关，在s轨道中的电子更倾向于靠近带正电的原子核因此能量较低，故带负电的炔阴离子比较稳定。

## 合成
炔烃的一般制备是通过邻二卤化烷烃的脱卤化氢作用，也可以通过金属炔化合物与一级卤化烷反应制得。在Fritsch-Buttenberg-Wiechell重排反应中，炔烃由溴化乙烯基起始制得。
炔烃也可以由醛通过Corey-Fuchs反应制得，亦可以通过Seyferth-Gilbert同素化制得。

## 乙炔的制备
乙炔可由碳化钙和水反应制备：先将碳酸钙加热产生氧化钙和二氧化碳，再将氧化钙和碳加热至摄氏3000度，产生碳化钙(电石)和一氧化碳，最后将碳化钙加水混和便产生乙炔和氢氧化钙。

## 反应
炔烃能参与很多的有机反应。
- 亲电加成反应
  - 加氢得到相应的烯烃或烷烃
  - 加卤素得到乙烯基卤化物或烷基卤化物
  - 加卤化氢得到乙烯基卤化物或烷基卤化物
  - 加水生成羰基化合物（经过烯醇式中间体）
- 环加成
  - Diels-Alder反应，和2-吡喃酮经过消去二氧化碳后合成芳香化合物
  - Azide alkyne Huisgen环加成，生成三氮杂茂（三唑），此反应亦为点击化学之经典反应
  - Bergman环加成，与烯炔化合物生成芳香化合物
  - 炔的三分子缩合，生成芳香化合物
  - 不规则炔经过炔换位生成新的炔烃化合物
  - Pauson–Khand反应中，炔烃、烯烃和一氧化碳发生[2+2+1]环加成
- 金属炔化合物的亲核取代反应
  - 与烷基卤化物形成新的碳碳键
- 金属炔化合物的亲核加成反应
  - 与羰基化合物生成中间产物醇盐，然后酸化生成羟基炔
- 硼氢化-氧化反应，炔烃和有机硼化合物生成乙烯基硼烷
  - 然后由过氧化氢氧化生成相应的醛或酮
- 被高锰酸钾氧化分解，生成羰基酸
- 由强碱导致的炔键在长链上的移动